# Scutellaria macrochlamys
Scutellaria macrochlamys là một loài thực vật có hoa trong họ Hoa môi. Loài này được Rech.f. & Fitz miêu tả khoa học đầu tiên năm 1955.